# Lista de vereadores de Paratinga
Esta é a lista de vereadores de Paratinga, município brasileiro do estado da Bahia.
A administração municipal se dá pelos poderes executivo, representado pelo prefeito, e legislativo, constituído pela câmara municipal, que está composta por onze vereadores eleitos para mandatos de quatro anos, em observância ao disposto no artigo 29 da Constituição federal. Cabe à casa elaborar e votar leis fundamentais à administração e ao executivo, especialmente o orçamento participativo (Lei de Diretrizes Orçamentárias).

## Legislatura de 2021–2024
Estes são os vereadores eleitos nas eleições de 15 de novembro de 2020, pelo período de 1° de janeiro de 2021 a 31 de dezembro de 2024:
| Mesa Diretora (2021-2022)          |                       |                        |                           |
| Nome                               | Início do mandato     | Fim do mandato         | Cargo                     |
| José Alves Gonçalves (PT)          | 1º de janeiro de 2021 | 31 de dezembro de 2022 | Presidente da Câmara      |
| Edinaldo Francisco Brandão (PSD)   | 1º de janeiro de 2021 | 31 de dezembro de 2022 | Vice-presidente da Câmara |
| Maria da Conceição Xavier de Jesus | 1º de janeiro de 2021 | 31 de dezembro de 2022 | 1ª Secretária             |
| Antônio Alves Gonçalves (PSD)      | 1º de janeiro de 2021 | 31 de dezembro de 2022 | 2º Secretário             |

|    | Nome                                                                      | Partido                          | Votos | %    | Observações |
| -- | ------------------------------------------------------------------------- | -------------------------------- | ----- | ---- | ----------- |
| 1  | Carlos André Porto Santos, Déu de Nonô (Paratinga, 12.02.1981–)           | Partido Social Democrático (PSD) | 1.445 | 7,67 | 2º mandato  |
| 2  | José Alves Gonçalves, Zé de Permínio (2021-2022) (Paratinga, 23.12.1976–) | Partido dos Trabalhadores (PT)   | 1.063 | 5,64 | 4º mandato  |
| 3  | Aristóteles Gomes de Sá, Toge (Paratinga, 31.03.1965–)                    | Partido Social Democrático (PSD) | 936   | 4,97 | 6º mandato  |
| 4  | Antônio Pachêco de Oliveira (Paratinga, 25.09.1963–)                      | Partido dos Trabalhadores (PT)   | 834   | 4,43 | 5º mandato  |
| 5  | Adriano Brito Martins (Paratinga, 04.08.1978–)                            | Democratas (DEM)                 | 830   | 4,41 | 5º mandato  |
| 6  | Rilton Souza Novaes (Paratinga, 02.06.1970–)                              | Partido dos Trabalhadores (PT)   | 829   | 4,40 | 7º mandato  |
| 7  | Edinaldo Francisco Brandão, Béu de Zezé (Paratinga, 08.08.1978–)          | Partido Social Democrático (PSD) | 789   | 4,19 | 1º mandato  |
| 8  | Marcelo Rodrigues dos Santos, Marcelinho do PT (Paratinga, 04.09.1973–)   | Partido dos Trabalhadores (PT)   | 713   | 3,78 | 3º mandato  |
| 9  | Antônio Alves Gonçalves, Pipi da Colônia (Paratinga, 16.08.1982–)         | Partido Social Democrático (PSD) | 628   | 3,33 | 2º mandato  |
| 10 | Ênio de Almeida Souza (Paratinga, 20.09.1978–)                            | Democratas (DEM)                 | 595   | 3,16 | 5º mandato  |
| 11 | Maria da Conceição Xavier de Jesus (Paratinga, 29.06.1996–)               | Partido dos Trabalhadores (PT)   | 589   | 3,13 | 1º mandato  |
| 12 | José Araújo dos Santos, Zé de Mariano (Paratinga, 01.11.1966–)            | Democratas (DEM)                 | 561   | 2,98 | 3º mandato  |
| 13 | Joel Alves Pereira, Joel da Macambira (Paratinga, 10.08.1963–)            | Democratas (DEM)                 | 441   | 2,34 | 4º mandato  |

## Legislatura de 2017–2020
Estes são os vereadores eleitos nas eleições de 2 de outubro de 2016, pelo período de 1° de janeiro de 2017 a 31 de dezembro de 2020:
| Mesa Diretora (2019-2020)    |                       |                        |                           |
| Nome                         | Início do mandato     | Fim do mandato         | Cargo                     |
| Aristóteles Gomes de Sá      | 1º de janeiro de 2019 | 31 de dezembro de 2020 | Presidente da Câmara      |
| Marcelo Rodrigues dos Santos | 1º de janeiro de 2019 | 31 de dezembro de 2020 | Vice-presidente da Câmara |
| Antônio Alves Gonçalves      | 1º de janeiro de 2019 | 31 de dezembro de 2020 | 1º Secretário             |
| Teodoro Ferreira de Souza    | 1º de janeiro de 2019 | 31 de dezembro de 2020 | 2º Secretário             |

| Mesa Diretora (2017-2018) |                       |                        |                           |
| Nome                      | Início do mandato     | Fim do mandato         | Cargo                     |
| Carlos André Porto Santos | 1º de janeiro de 2017 | 31 de dezembro de 2018 | Presidente da Câmara      |
| Rilton Souza Novaes       | 1º de janeiro de 2017 | 31 de dezembro de 2018 | Vice-presidente da Câmara |
| José Alves Gonçalves      | 1º de janeiro de 2017 | 31 de dezembro de 2018 | 1º Secretário             |
| Antônio Alves Gonçalves   | 1º de janeiro de 2017 | 31 de dezembro de 2018 | 2º Secretário             |

|    | Nome                                                                          | Partido                                        | Votos | %    | Observações |
| -- | ----------------------------------------------------------------------------- | ---------------------------------------------- | ----- | ---- | ----------- |
| 1  | Carlos André Porto Santos, Déu de Nonô (2017-2018) (Paratinga, 12.02.1981–)   | Partido da Social Democracia Brasileira (PSDB) | 932   | 5,40 | 1º mandato  |
| 2  | Rilton Souza Novaes (Paratinga, 02.06.1970–)                                  | Partido dos Trabalhadores (PT)                 | 760   | 4,40 | 6º mandato  |
| 3  | José Alves Gonçalves, Zé de Permínio (Paratinga, 23.12.1976–)                 | Partido Humanista da Solidariedade (PHS)       | 676   | 3,34 | 3º mandato  |
| 4  | Antonio Alves Gonçalves, Pipi (Paratinga, 16.08.1982–)                        | Partido Progressista (PP)                      | 642   | 3,72 | 2º mandato  |
| 5  | Ênio de Almeida Souza (Paratinga, 20.09.1978–)                                | Partido Social Democrático (PSD)               | 639   | 3,70 | 4º mandato  |
| 6  | Teodoro Ferreira Souza, Pê da Moreira (Paratinga, 08.03.1964–)                | Partido Humanista da Solidariedade (PHS)       | 607   | 3,51 | 2º mandato  |
| 7  | Valter Moreti Soares, Neném das Várzeas (Maringá, 19.09.1967–)                | Democratas (DEM)                               | 572   | 3,31 | 2º mandato  |
| 8  | Denilson de Oliveira Farias, Dena (Diadema, 31.07.1970–)                      | Partido dos Trabalhadores (PT)                 | 537   | 3,11 | 1º mandato  |
| 9  | Joel Alves Pereira, Joel da Macambira (Paratinga, 10.08.1963–)                | Partido Social Democrático (PSD)               | 521   | 3,02 | 3º mandato  |
| 10 | Aristóteles Gomes de Sá, Toge (2019-2020) (Paratinga, 31.03.1965–)            | Partido da Social Democracia Brasileira (PSDB) | 508   | 2,94 | 5º mandato  |
| 11 | José Araújo dos Santos, Zé de Mariano (Paratinga, 01.11.1966–)                | Partido Progressista (PP)                      | 501   | 2,90 | 2º mandato  |
| 12 | Marcelo Rodrigues dos Santos, Marcelinho do PT (Paratinga, 04.09.1973–)       | Partido dos Trabalhadores (PT)                 | 490   | 2,84 | 2º mandato  |
| 13 | Valdinei Teixeira dos Santos, Zoim da Volta da Serra (Paratinga, 05.02.1986–) | Partido Social Democrático (PSD)               | 436   | 2,52 | 2º mandato  |

## Legislatura de 2013–2016
Estes são os vereadores eleitos nas eleições de 7 de outubro de 2012, pelo período de 1° de janeiro de 2013 a 31 de dezembro de 2016:
| Mesa Diretora (2015-2016)    |                       |                        |                           |
| Nome                         | Início do mandato     | Fim do mandato         | Cargo                     |
| Adriano Brito Martins        | 1º de janeiro de 2015 | 31 de dezembro de 2016 | Presidente da Câmara      |
| Marcelo Rodrigues dos Santos | 1º de janeiro de 2015 | 31 de dezembro de 2016 | Vice-presidente da Câmara |
| José Alves Gonçalves         | 1º de janeiro de 2015 | 31 de dezembro de 2016 | 1º Secretário             |
| Ênio de Almeida Souza        | 1º de janeiro de 2015 | 31 de dezembro de 2016 | 2º Secretário             |

| Mesa Diretora (2013-2014) |                       |                        |                           |
| Nome                      | Início do mandato     | Fim do mandato         | Cargo                     |
| Aristóteles Gomes de Sá   | 1º de janeiro de 2013 | 31 de dezembro de 2014 | Presidente da Câmara      |
| Adriano Brito Martins     | 1º de janeiro de 2013 | 31 de dezembro de 2014 | Vice-presidente da Câmara |
| Ênio de Almeida Souza     | 1º de janeiro de 2013 | 31 de dezembro de 2014 | 1º Secretário             |
| Antonio Alves Gonçalves   | 1º de janeiro de 2013 | 31 de dezembro de 2014 | 2º Secretário             |

|    | Nome                                                                          | Partido                                            | Votos | %    | Observaçõe |
| -- | ----------------------------------------------------------------------------- | -------------------------------------------------- | ----- | ---- | ---------- |
| 1  | Antonio Alves Gonçalves (Paratinga, 16.08.1982–)                              | Partido Progressista (PP)                          | 1.007 | 6,03 | 1º mandato |
| 2  | Rilton Souza Novais (Paratinga, 02.06.1970–)                                  | Partido dos Trabalhadores (PT)                     | 799   | 4,79 | 5º mandato |
| 3  | Carlos André Porto Santos, Déu de Nonô (Paratinga, 12.02.1981–)               | Partido da Social Democracia Brasileira (PSDB)     | 757   | 4,53 | 1º mandato |
| 4  | Ênio de Almeida Souza (Paratinga, 20.09.1978–)                                | Partido Republicano Progressista (PRP)             | 740   | 4,43 | 3º mandato |
| 5  | Adriano Brito Martins (2015-2016) (Paratinga, 04.08.1978–)                    | Partido do Movimento Democrático Brasileiro (PMDB) | 736   | 4,41 | 4º mandato |
| 6  | Aristóteles Gomes de Sá, Toge (2013-2014) (Paratinga, 31.03.1965–)            | Partido da Social Democracia Brasileira (PSDB)     | 711   | 4,26 | 4º mandato |
| 7  | Teodoro Ferreira Souza, Pê da Moreira (Paratinga, 08.03.1964–)                | Partido Democrático Trabalhista (PDT)              | 708   | 4,24 | 1º mandato |
| 8  | Valdinei Teixeira dos Santos, Zoim da Volta da Serra (Paratinga, 05.02.1986–) | Partido Republicano Progressista (PRP)             | 641   | 3,84 | 1º mandato |
| 9  | José Araújo dos Santos, Zé de Mariano (Paratinga, 01.11.1966–)                | Partido do Movimento Democrático Brasileiro (PMDB) | 619   | 3,71 | 1º mandato |
| 10 | Marcelo Rodrigues dos Santos, Marcelinho do PT (Paratinga, 04.09.1973–)       | Partido dos Trabalhadores (PT)                     | 616   | 3,69 | 1º mandato |
| 11 | José Alves Gonçalves, Zé de Permínio (Paratinga, 23.12.1976–)                 | Partido Verde (PV)                                 | 558   | 3,34 | 2º mandato |

## Legislatura de 2009–2012
Estes são os vereadores eleitos nas eleições de 5 de outubro de 2008, pelo período de 1° de janeiro de 2009 a 31 de dezembro de 2012:
|   | Nome                                                                      | Partido                                        | Votos | %    | Observações |
| - | ------------------------------------------------------------------------- | ---------------------------------------------- | ----- | ---- | ----------- |
| 1 | Edvaldo Pereira Gonçalves, Nego (Paratinga, 02.06.1970–)                  | Democratas (DEM)                               | 1.050 | 7,09 | 1º mandato  |
| 2 | Rilton Souza Novais (2011-2012) (Paratinga, 02.06.1970–)                  | Partido dos Trabalhadores (PT)                 | 924   | 6,24 | 4º mandato  |
| 3 | José Alves Gonçalves, Zé de Permínio (2009-2010) (Paratinga, 23.12.1976–) | Democratas (DEM)                               | 906   | 6,12 | 1º mandato  |
| 4 | Ênio de Almeida Souza (Paratinga, 20.09.1978–)                            | Partido Republicano Progressista (PRP)         | 599   | 4,04 | 2º mandato  |
| 5 | Adriano Brito Martins (Paratinga, 04.08.1978–)                            | Partido Socialista Brasileiro (PSB)            | 554   | 3,74 | 3º mandato  |
| 6 | Valter Moreti Soares, Nene (Maringá, 19.09.1967–)                         | Partido Democrático Trabalhista (PDT)          | 518   | 3,50 | 1º mandato  |
| 7 | Aristóteles Gomes de Sá, Toge (Paratinga, 31.03.1965–)                    | Partido da Social Democracia Brasileira (PSDB) | 496   | 3,35 | 3º mandato  |
| 8 | José da Costa Bastos, Zé Nil (Paratinga, 22.05.1972–)                     | Partido dos Trabalhadores (PT)                 | 483   | 3,26 | 1º mandato  |
| 9 | Antônio Pachêco de Oliveira (Paratinga, 25.09.1963–)                      | Partido da Social Democracia Brasileira (PSDB) | 472   | 3,19 | 4º mandato  |

## Legislatura de 2005–2008
Estes são os vereadores eleitos nas eleições de 3 de outubro de 2004, pelo período de 1° de janeiro de 2005 a 31 de dezembro de 2008:
|   | Nome                                                                     | Partido                                            | Votos | %    | Observações |
| - | ------------------------------------------------------------------------ | -------------------------------------------------- | ----- | ---- | ----------- |
| 1 | Rilton Souza Novais (Paratinga, 02.06.1970–)                             | Partido dos Trabalhadores (PT)                     | 768   | 4,76 | 3º mandato  |
| 2 | Joel Alves Pereira (2005-2008) (Paratinga, 10.08.1963–)                  | Partido Republicano Progressista (PRP)             | 620   | 3,85 | 2º mandato  |
| 3 | Antonio Pacheco de Oliveira (Paratinga, 25.09.1963–)                     | Partido da Social Democracia Brasileira (PSDB)     | 553   | 3,43 | 3º mandato  |
| 4 | Ênio de Almeida Souza (Paratinga, 20.09.1978–)                           | Partido Republicano Progressista (PRP)             | 461   | 2,86 | 1º mandato  |
| 5 | Adriano Brito Martins (Paratinga, 04.08.1978–)                           | Partido do Movimento Democrático Brasileiro (PMDB) | 405   | 2,51 | 2º mandato  |
| 6 | João Batista Romeiro, João da Glória (Paratinga, 20.06.1953–)            | Partido Social Cristão (PSC)                       | 398   | 2,47 | 3º mandato  |
| 7 | Joselino Rodrigues Brandão, Zezé (Paratinga, 15.10.1961–)                | Partido da Social Democracia Brasileira (PSDB)     | 376   | 2,33 | 2º mandato  |
| 8 | Reny Barreto Florenzano de Souza (Ubaíra, 28.06.1962–)                   | Partido da Frente Liberal (PFL)                    | 366   | 2,27 | 1º mandato  |
| 9 | Antônio Pereira dos Anjos, Antônio do Sindicato (Paratinga, 06.02.1959–) | Partido Social Cristão (PSC)                       | 301   | 1,87 | 2º mandato  |

## Legislatura de 2001–2004
Estes são os vereadores eleitos nas eleições de 1º de outubro de 2000, pelo período de 1° de janeiro de 2001 a 31 de dezembro de 2004:
|    | Nome                                                                  | Partido                                            | Votos | %    | Observações |
| -- | --------------------------------------------------------------------- | -------------------------------------------------- | ----- | ---- | ----------- |
| 1  | Rilton Souza Novais (Paratinga, 02.06.1970–)                          | Partido Democrático Trabalhista (PDT)              | 544   | 3,83 | 2º mandato  |
| 2  | Aparecido de Almeida Souza, Cido (Paratinga, 03.04.1974–)             | Partido Liberal (PL)                               | 512   | 3,60 | 1º mandato  |
| 3  | Genival Lopes Belo (Paratinga, 01.08.1967–)                           | Partido Liberal (PL)                               | 511   | 3,58 | 1º mandato  |
| 4  | Euclides Soares da Silva, Dodôca (2003-2004) (Paratinga, 10.08.1949–) | Partido Liberal (PL)                               | 490   | 3,45 | 2º mandato  |
| 5  | Joel Alves Pereira (Paratinga, 10.08.1963–)                           | Partido Trabalhista Brasileiro (PTB)               | 468   | 3,29 | 1º mandato  |
| 6  | João Batista Romeiro (2001-2002) (Paratinga, 20.06.1953–)             | Partido Liberal (PL)                               | 437   | 3,08 | 2º mandato  |
| 7  | Antonio Pacheco de Oliveira (Paratinga, 25.09.1963–)                  | Partido da Social Democracia Brasileira (PSDB)     | 431   | 3,03 | 2º mandato  |
| 8  | Aristóteles Gomes de Sá, T (Paratinga, 31.03.1965–)                   | Partido da Frente Liberal (PFL)                    | 357   | 2,51 | 2º mandato  |
| 9  | Edmar Rodrigues Brandão, Nino (Paratinga, 22.09.1944–)                | Partido da Frente Liberal (PFL)                    | 348   | 2,45 | 3º mandato  |
| 10 | Manoel Pereira de Souza, Manelim (Paratinga, 28.10.1941–)             | Partido Trabalhista Brasileiro (PTB)               | 332   | 2,34 | 1º mandato  |
| 11 | Alvino Sousa Nascimento (Macaúbas, 20.04.1975–)                       | Partido Trabalhista Brasileiro (PTB)               | 312   | 2,20 | 1º mandato  |
| 12 | Joselino Rodrigues Brandão, Zezé (Paratinga, 15.10.1961–)             | Partido da Social Democracia Brasileira (PSDB)     | 279   | 1,96 | 1º mandato  |
| 13 | Adriano Brito Martins (Paratinga, 04.08.1978–)                        | Partido do Movimento Democrático Brasileiro (PMDB) | 263   | 1,85 | 1º mandato  |

## Legislatura de 1997–2000
Estes são os vereadores eleitos nas eleições de 3 de outubro de 1996, pelo período de 1° de janeiro de 1997 a 31 de dezembro de 2000:
|    | Nome                                                         | Partido                                            | Votos | %    | Observações |
| -- | ------------------------------------------------------------ | -------------------------------------------------- | ----- | ---- | ----------- |
| 1  | Marly de Oliveira Leal (1999-2000) (Paratinga, 10.09.1938–)  | Partido Liberal (PL)                               | 519   | 4,34 | 1º mandato  |
| 2  | Aristóteles Gomes de Sá (Paratinga, 31.03.1965–)             | Partido da Frente Liberal (PFL)                    | 430   | 3,60 | 1º mandato  |
| 3  | Euclides Soares da Silva (Paratinga, 10.08.1949–)            | Partido Liberal (PL)                               | 425   | 3,56 | 1º mandato  |
| 4  | Rilton Souza Novais (Paratinga, 02.06.1970–)                 | Partido Democrático Trabalhista (PDT)              | 387   | 3,24 | 1º mandato  |
| 5  | Antonio Pacheco de Oliveira (Paratinga, 25.09.1963–)         | Partido da Social Democracia Brasileira (PSDB)     | 381   | 3,19 | 1º mandato  |
| 6  | João Batista Romeiro (Paratinga, 20.06.1953–)                | Partido da Social Democracia Brasileira (PSDB)     | 341   | 2,85 | 1º mandato  |
| 7  | Edmar Rodrigues Brandão (1997-1998) (Paratinga, 22.09.1944–) | Partido da Frente Liberal (PFL)                    | 337   | 2,82 | 2º mandato  |
| 8  | Damião Pereira Barbosa (Paratinga, 22.10.1956–)              | Partido da Social Democracia Brasileira (PSDB)     | 320   | 2,68 | 2º mandato  |
| 9  | Faustino Rodrigues dos Santos (Paratinga, 15.02.1951–)       | Partido da Social Democracia Brasileira (PSDB)     | 300   | 2,51 | 1º mandato  |
| 10 | Carlindo Nairton Borges da Silva (Paratinga, 10.12.1969–)    | Partido da Frente Liberal (PFL)                    | 288   | 2,41 | 1º mandato  |
| 11 | Antônio Pereira dos Anjos (Paratinga, 06.02.1959–)           | Partido da Frente Liberal (PFL)                    | 285   | 2,38 | 1º mandato  |
| 12 | Jazon Borges dos Santos (Paratinga, 14.05.1947–)             | Partido da Social Democracia Brasileira (PSDB)     | 283   | 2,38 | 2º mandato  |
| 13 | Delmario Teles Bertunes (Paratinga, 27.10.1965–)             | Partido do Movimento Democrático Brasileiro (PMDB) | 203   | 1,70 | 1º mandato  |

## Legislatura de 1989–1992
Estes são os vereadores eleitos nas eleições de 15 de novembro de 1988, pelo período de 1° de janeiro de 1989 a 31 de dezembro de 1992:
| Mesa Diretora (1989-1990)          |                       |                        |                           |
| Nome                               | Início do mandato     | Fim do mandato         | Cargo                     |
| Luiz Antônio Dourado de Oliveira   | 1º de janeiro de 1989 | 31 de dezembro de 1990 | Presidente da Câmara      |
| João Pereira Barbosa               | 1º de janeiro de 1989 | 31 de dezembro de 1990 | Vice-presidente da Câmara |
| Carlos Alberto Dourado de Oliveira | 1º de janeiro de 1989 | 31 de dezembro de 1990 | 1º Secretário             |
| Edmar Araújo da Rocha              | 1º de janeiro de 1989 | 31 de dezembro de 1990 | 2º Secretário             |

|    | Nome                                                        | Partido                                            | Votos | Observações |
| -- | ----------------------------------------------------------- | -------------------------------------------------- | ----- | ----------- |
| 1  | Adelino Inácio Gonçalves                                    |                                                    |       | 1º mandato  |
| 2  | Carlos Alberto Dourado de Oliveira (Paratinga, 15.01.1945–) | Partido da Social Democracia Brasileira (PSDB)     |       | 1º mandato  |
| 3  | Damião Pereira Barbosa (Paratinga, 22.10.1956–)             |                                                    |       | 1º mandato  |
| 4  | Dely Fernandes dos Santos (Paratinga, 08.10.1943–)          |                                                    |       | 1º mandato  |
| 5  | Domingos Pereira de Souza                                   |                                                    |       | 1º mandato  |
| 6  | Edmar Araújo da Rocha (1991-1992) (Paratinga, 22.09.1944–)  | Partido Trabalhista Brasileiro (PTB)               |       | 1º mandato  |
| 7  | Hércules Ramos Brandão (Paratinga, 18.04.1957–)             | Partido Trabalhista Brasileiro (PTB)               |       | 1º mandato  |
| 8  | Jazon Borges dos Santos (Paratinga, 14.05.1947–)            |                                                    |       | 1º mandato  |
| 9  | João Pereira Barbosa                                        | Partido da Social Democracia Brasileira (PSDB)     |       | 1º mandato  |
| 10 | Luiz Antônio Dourado de Oliveira (1989-1990)                |                                                    |       | 1º mandato  |
| 11 | Quintino José Gonçalves                                     |                                                    |       | 1º mandato  |
| 12 | Waldemar Alves dos Santos                                   |                                                    |       | 1º mandato  |
| 13 | Zacarias Rodrigues Chaves (Paratinga, 04.07.1943–)          | Partido do Movimento Democrático Brasileiro (PMDB) |       | 1º mandato  |

## Legenda
| Cor  | Significado          |
| Bege | Presidente da Câmara |
| Azul | Suplente             |